# Пелліїт
Пелліїт (рос. пелиит; англ. pellyite; нім. Pellyit m) — силікат барію, кальцію, заліза й магнію.
За назвою річки Пеллі, Канада (J.H.Montgomery, R.M.Thomson, E.P.Meagher, 1972).

## Загальний опис
Хімічна формула: Ba2Ca(Fe, Mg)2Si6O17.
Склад у % (з метасоматичного родов. басейну рік Рос і Пеллі, Канада): ВаО — 34,16; СаО 6,25; FeO — 12,46; MgO — 1,46, SiO2 — 40,50. Домішки: МпО (0,57); ZnO (1,05); Al2О3 (3,53).
Сингонія ромбічна. Утворює зерна розміром до 2 мм, які складають щільні агрегати.
Спайність за призмою. Виявляється лише в шліфах.
Густина 3,51.
Твердість 6.
Злам раковистий. Безбарвний до біло-жовтого.
Блиск скляний.
Повільно розчиняється в HCl.
Входить до складу скарнів метасоматичного родов. басейну річок Рос і Пеллі (територія Юкон, Канада), знайдений також у Фресно (штат Каліфорнія), США.